# Корвала
Ко́рвала (вепс. Korvoil) — деревня в Ефимовском городском поселении Бокситогорского района Ленинградской области.

## История
Деревня Корвала упоминается в переписи 1710 года в «выставке Ребовичи» Михайловского Тервинского погоста Нагорной половины Обонежской пятины. Название — от вепсского личного имени Корва («Ухо»).
Село Корвало упоминается на карте Новгородского наместничества 1792 года А. М. Вильбрехта.

КОРВАЛА — село, состоит из трёх деревень: Корвала, Горка и Танищи. Найдольского общества, прихода села Корвала. Озеро Нурмозеро. 

Крестьянских дворов — 42. Строений — 105, в том числе жилых — 47. 

Число жителей по семейным спискам 1879 г.: 114 м. п., 117 ж. п.; по приходским сведениям 1879 г.: 106 м. п., 123 ж. п.

Сборник Центрального статистического комитета описывал его так:

КОРВАЛО — село бывшее владельческое при озере Корбозерском, дворов — 38, жителей — 24; церковь православная. (1885 год)

В конце XIX — начале XX века Корвала административно относилась к Лукинской волости 2-го земского участка 2-го стана Тихвинского уезда Новгородской губернии.

КОРВАЛА — деревня Корвальского сельского общества при озере Муромозеро, число дворов — 59, число домов — 61, число жителей: 148 м. п., 290 ж. п.; Земская школа. Смежна с погостом Корвальским.

КОРВАЛЬСКИЙ ПОГОСТ — погост на церковной земле при озере Муромозеро, число дворов — 3, число домов — 2, число жителей: 8 м. п., 5 ж. п.; Церковь. Смежен с деревней Корвалой (1910 год)

С 1917 по 1918 год деревня входила в состав Лукинской волости Тихвинского уезда Новгородской губернии.
С 1918 года, в составе Череповецкой губернии.
С 1927 года, в составе Корвальского сельсовета Капшинского района.
По данным 1933 года село Корвала являлось административным центром Корвальского сельсовета Капшинского района, в который входили 8 населённых пунктов: село Корвала и деревни Белые Килькиничи, Чёрные Килькиничи, Нойдола, Рахковичи, Ребов Конец, Чубово, Чудово, общей численностью населения 940 человек.
По данным 1936 года в состав Корвальского сельсовета входили 9 населённых пунктов, 205 хозяйств и 7 колхозов.
С 1963 года, в составе Ефимовского района.
С 1965 года, в составе Бокситогорского района. В 1965 году население деревни составляло 221 человек.
По данным 1966 и 1973 годов деревня Корвала также являлась административным центром Корвальского сельсовета.
По данным 1990 года деревня Корвала входила в состав Сидоровского сельсовета.
В 1997 году в деревне Корвала Сидоровской волости проживали 14 человек, в 2002 году — также 14 человек (русские — 57 %, вепсы — 43 %).
В 2007 году в деревне Корвала Радогощинского СП проживали 12 человек, в 2010 году — 6, в 2015 году — 12 человек.
В мае 2019 года Радогощинское сельское поселение вошло в состав Ефимовского городского поселения.

## География
Деревня расположена в северо-восточной части района на автодороге Саньков Бор — Алозеро.
Расстояние до деревни Радогощь — 61 км.
Расстояние до районного центра — 182 км.
Деревня находится на южном берегу озера Мурмозеро (Нурмозеро).

## Демография
| 1997 | 2002 | 2007 | 2010 | 2017 |
| ---- | ---- | ---- | ---- | ---- |
| 14   | →14  | ↘12  | ↘6   | ↗14  |

## Инфраструктура
На 1 января 2017 года в деревне было зарегистрировано: домохозяйств — 5, проживающих постоянно — 10 человек.

## Памятники и достопримечательности
- памятник погибшим в Великой Отечественной войне[27]
- церковь Николая Чудотворца. Существовавшая на Корвальском погосте деревянная церковь сгорела в 1754 году и была возобновлена около 1756 года. В 1903 году была выстроена новая, также деревянная, церковь. Она была закрыта в 1940 году и сохранилась до наших дней, однако находится в аварийном состоянии[28].

## Фото
- Памятник погибшим в Великой Отечественной войне